# Starokatolická farnost Pacov
Starokatolická farnost Pacov je farnost Starokatolické církve v České republice.
Starokatolictví se v Pacově objevilo až po roce 1989 a 19. dubna 1997 zde byla zřízena filiální obec nově založené farnosti v Táboře. První bohoslužba se konala 11. května 1997. Roku 23. února 1999 se z filiální obce stala samostatná farnost (zaregistrována už 16. ledna 1998).

Bohoslužby se konají v Ekumenické kapli v Domově seniorů – Domově důchodců.